# 新疆披碱草
新疆披碱草（学名：Elymus sinkiangensis）也称新疆鹅观草，是一种禾本科披碱草属植物。这种植物分布于中国新疆天山，属于中国国家二级重点保护野生植物。种加名 sinkiangensis 意为“新疆的”。